# Stoll Péter
Stoll Péter' (Pest, 1813 vagy Schönau, 1815 – Budapest, 1888. október 8.) énekes (tenor, bariton), pedagógus.

## Életútja
Zenész családból származott. Pesten nevelkedett, apja képezte ki. 1836-ban a német színházban kardalos lett, de már egy év múlva próbaképpen fellépett Rossini: Tancredjének és Otellojának, Auber Menyasszonyának és Hérold Zampájának főszerepében, olyan sikerrel, hogy magánénekesül szerződtették. 1839-ben Bécsbe ment, majd Hamburgba; egy tiszteletére rendezett vízi ünnepély alkalmával úgy meghűlt, hogy hangja fényes magasságát (mellyel a Zsidónő Eleazárját, a Hugonották Raoulját stb. énekelte) elvesztette, s mint bariton működött a pesti német színházban, annak leégéseig, 1847-ig. A Nemzeti Színház vendége volt, mint tenor: Nemorino (Donizetti Bájitalában), 1841. február 12-én, mint bariton: I una gr. (Verdi Troubadourjában) 1855. március 10-én. Később Temesvár, Szeben, Olmütz, Troppau, Krakkó színpadain énekelt; innen 1854-ben szerződtette gróf Festetich Leó igazgató a Nemzeti Színház operájához, énekmesternek. 1864-ben a színiképezde tanára lett. 1869-től 1884-ig a Nemzeti Színháznál, 1884 és 1888 között az Operaháznál volt énektanár. Tanítványai voltak, többek közt az európai hírűvé lett Voggenhuber Vilma és Ernst Henrik, Rabatinszky Mária, Saxlehner Emma, Human Alexa és Eliz (Szigeti Imréné), Ódry Lehel, Hajós Zsigmond, stb. 1888. január 3-án szélhűdés érte.

## Fontosabbb szerepei
- Nemorino (Donizetti: Szerelmi bájital)
- Luna (Verdi: A trubadúr)